# Barbara Bush
Barbara Pierce Bush (Nova Iorque, 8 de junho de 1925 – Houston, 17 de abril de 2018) foi a Primeira-dama dos Estados Unidos de 1989 a 1993, como esposa de George H. W. Bush, que serviu como o 41.º Presidente dos Estados Unidos, e fundadora da Fundação Barbara Bush para Alfabetização Familiar. Anteriormente, ela foi a Segunda-dama dos Estados Unidos de 1981 a 1989. Entre seus seis filhos estão George W. Bush, o 43.º Presidente dos Estados Unidos, e Jeb Bush, o 43.º Governador da Flórida. Ela e Abigail Adams são as únicas duas mulheres que foram esposa e mãe de um presidente americano.

## Infância
Barbara era filha de Pauline e Marvin, que mais tarde tornou-se presidente da McCall Corporation. Ela cresceu no subúrbio de Rye, Nova Iorque, perto da cidade de Nova Iorque.

## Casamento e família
Foi em um baile em 25 de dezembro de 1941 que ela conheceu George H. W. Bush, um jovem formando da Phillips Academy em Andover, Massachusetts. Um ano e meio depois, os dois ficaram noivos, pouco antes de George ir para a Segunda Guerra Mundial como piloto.
Quando ele retornou, Barbara saiu do Smith College em Northampton, Massachusetts. Duas semanas mais tarde, em 6 de janeiro de 1945, eles se casaram.

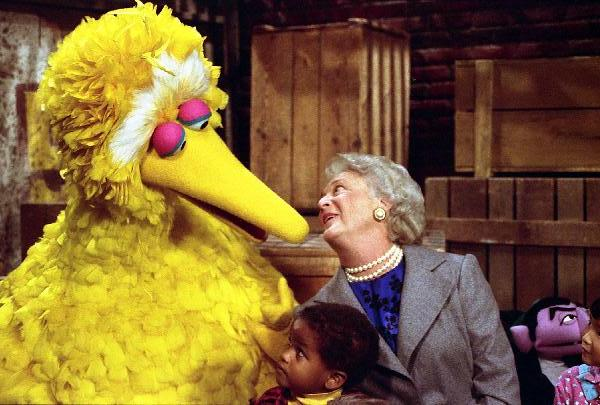
Participação de Barbara Bush no programa infantil Sesame Street em 1989.

Depois da guerra, George formou-se na Universidade Yale, e então mudou-se para Midland, Texas, seguindo carreira na indústria petrolífera. Tiveram seis filhos: George; Pauline Robinson "Robin" (20 de dezembro de 1949 - 11 de outubro de 1953, que faleceu de leucemia); Jeb; Neil; Marvin e Dorothy Walker.

## Carreira
A família de Barbara mudou-se vinte e nove vezes durante seu casamento com George H. Bush. Ela cuidava da família enquanto o marido viajava e assumia cargos atribuídos pelo governo.
Viviam em Houston, Texas, mas tinham também uma residência de verão em Kennebunkport, Maine. Frequentemente eram convidados de honra na Casa Branca.
Barbara escreveu dois livros: Millie's Book de 1990 e sua autobiografia, Barbara Bush: A Memoir de 1994. Duas escolas no estado do Texas ganharam seu nome. Ela administrava a sua própria fundação, a Barbara Bush Foundation.

## Morte
Barbara Bush sofria com uma obstrução pulmonar crônica, que prejudicava a capacidade cardíaca. Após vários anos de saúde frágil e diversas internações, em 15 de abril de 2018 foi emitido um comunicado informando sua decisão de não mais querer receber cuidados médicos, e passar o seu tempo restante junto à família. Dois dias depois, em 17 de abril, Barbara Bush faleceu em sua casa, junto aos familiares, como desejava.